# Cienfuegos

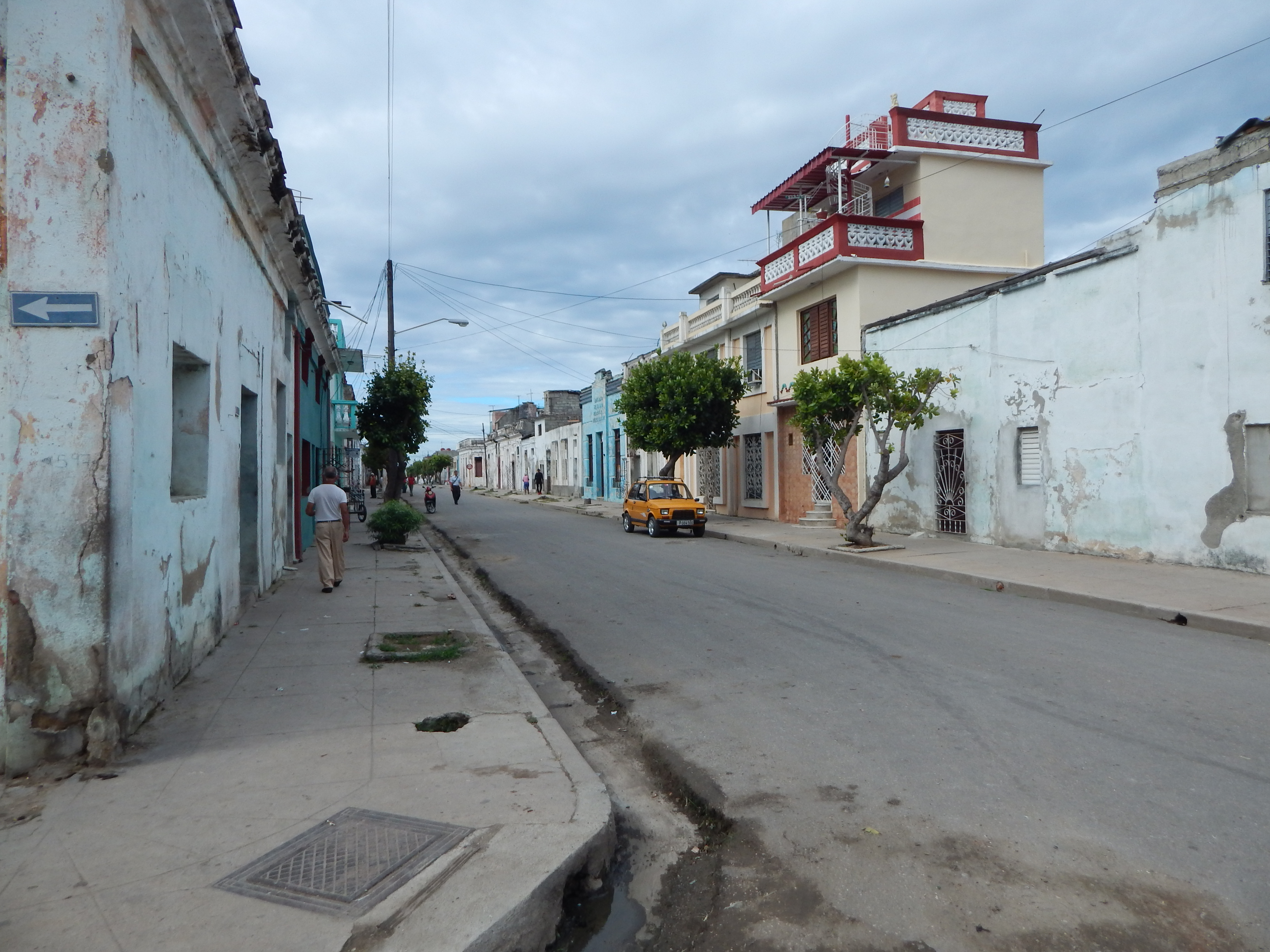
Polski Fiat 126p na ulicy w Cienfuegos

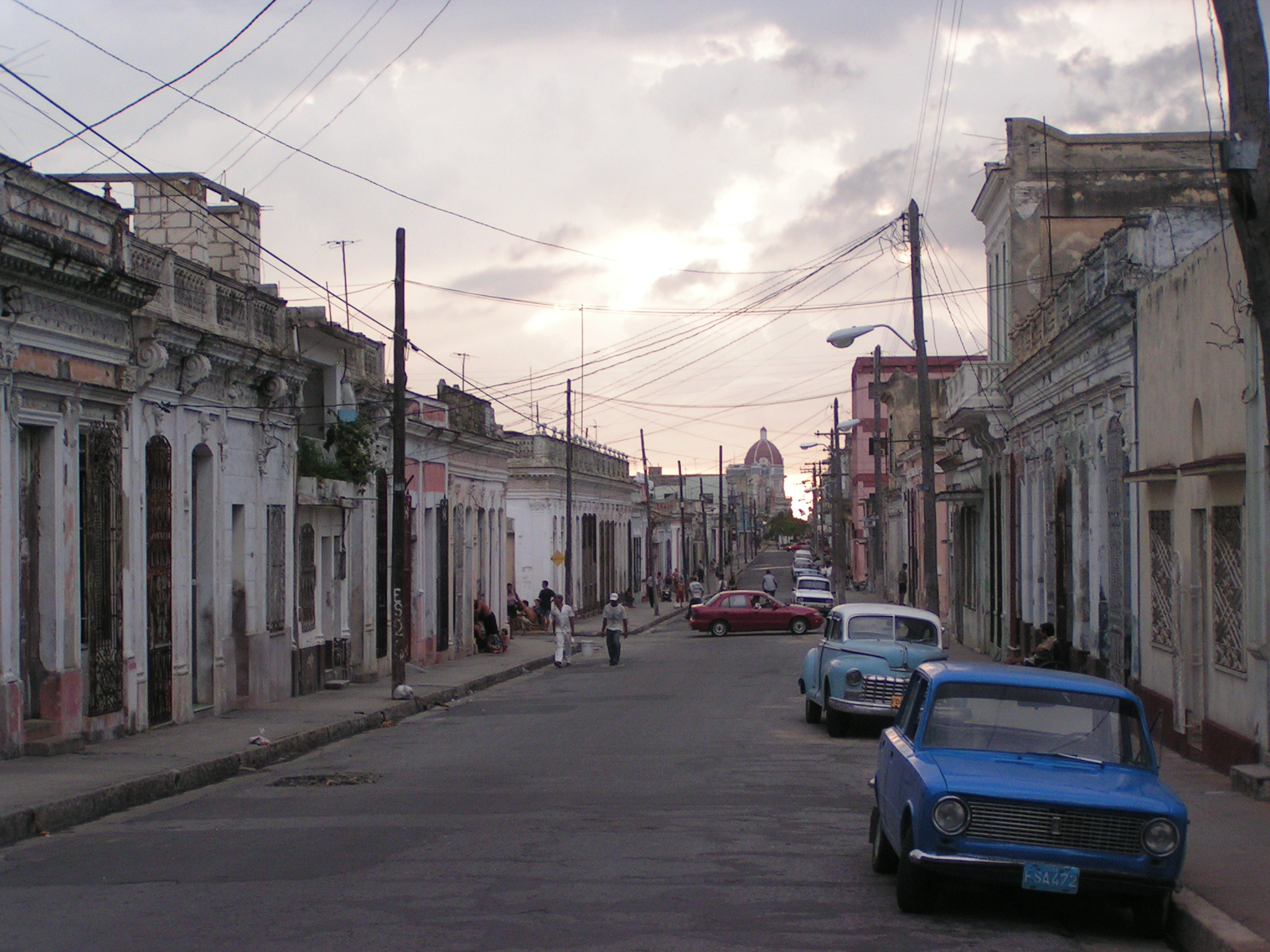
Ulica w Cienfuegos

Cienfuegos – miasto leżące na południowym wybrzeżu Kuby, około 250 km od Hawany nad Zatoką Cienfuegos (Morze Karaibskie), ośrodek administracyjny Cienfuegos. Jest nazywane Perłą Południa (hiszp. La Perla del Sur). Cienfuegos dosłownie oznacza „sto ogni”. W 2012 roku miasto liczyło 170 021 mieszkańców. W 2005 historyczne centrum Cienfuegos zostało wpisane na listę światowego dziedzictwa UNESCO.

## Historia
Obszar, na którym leży miasto, był określany przez hiszpańskich konkwistadorów jako Cacicazgo de Jagua. W momencie przybycia Europejczyków na wyspę był zamieszkiwany przez Tainów, rdzennych mieszkańców Wielkich Antyli. Cacicazgo w języku Indian oznaczało wodzostwo. Cacicazgo de Jagua oznaczało wodzostwo przywódcy Jagua.
22 kwietnia 1819 miasto obecnie znane jako Cienfuegos, mimo że znajdujące się na terytorium hiszpańskim, zostało założone przez imigrantów w większości pochodzenia francuskiego, pod przywództwem Don Louisa de Clouet'a. Osadnicy nazwali miasto Fernandina de Jagua na cześć króla Hiszpanii Ferdynanda VII. Osada z czasem w 1829 stała się miasteczkiem (hiszp: villa) a w 1880 miastem. Nadano mu nową nazwę Cienfuegos, odnoszącą się do nazwiska generała kapitana pełniącego służbę na wyspie w tamtym czasie, Don Joségo Cienfuegosa Jovellanosa. Wiele nazw ulic w starym mieście ma francuskie pochodzenie, np. Bouyón, D'Clouet, Hourruitiner, Gacel, i Griffo.
Mimo stosunkowo późnego założenia Cienfuegos przez Francuzów, miasto szybko stało się jednym z ważniejszych ośrodków na wyspie, głównie ze względu na otaczające je żyzne ziemie i położenie na szlaku handlowym między Jamajką i miastami Ameryki Południowej od południowego wschodu, oraz Santa Clary, stolicy prowincji znajdującej się na północnym wschodzie, w głębi lądu. Cienfuegos stało się miejscem handlu przede wszystkim trzciny cukrowej, tytoniu, owoców mango i kawy. W latach 1853–1860 między miastami wybudowano linię kolejową. Dzięki temu mieszkańcy prowincji Villa Clara i okolic w znacznie krótszym czasie mogli dostać się do Cienfuegos, stamtąd do Batabanó, by następnie parowcem i koleją dotrzeć do Hawany, skracając czasochłonną drogę wiodącą przez niezabudowane obszary.

## Transport
W mieście znajduje się port lotniczy Jaime Gonzalez.

## Współpraca zagraniczna
- Tacoma, Stany Zjednoczone
- Etzatlán, Meksyk
- Cambridge, Stany Zjednoczone
- Kingston, Kanada
- Bahía Blanca, Argentyna
- Saint-Nazaire, Francja
- Contagem, Brazylia

## Ludzie związani z Cienfuegos
- Benny Moré, kubański piosenkarz.
- Cristóbal Torriente, baseballista kubańskiego pochodzenia, członek galerii sław.
- Gina Pellón, kubańska malarka, od 1959 do swojej śmierci mieszkała na emigracji w Paryżu.
- María Conchita Alonso, urodzona tutaj kubańsko-wenezuelsko-amerykańska piosenkarka.
- Luis Posada Carriles, urodzony tutaj kubański aktywista, przeciwnik Fidela Castro, uznany za terrorystę odpowiedzialnego za atak bombowy na lot 455 Cubana de Aviación.
- Joe Azcue, zawodnik MLB grający dla Cincinnati Reds, Kansas City Royals, Cleveland Indians, Boston Red Sox, California Angels, i Milwaukee Brewers.
- Yasiel Puig, urodzony tutaj zawodnik MLB grający dla Los Angeles Dodgers.
- Yordany Álvarez, zawodnik MLS grający w Real Salt Lake.
- José Abreu, zawodnik MLB grający dla Chicago White Sox.